# Jamides djampeana
Jamides djampeana är en fjärilsart som beskrevs av Pieter Cornelius Tobias Snellen 1890. Jamides djampeana ingår i släktet Jamides och familjen juvelvingar. Inga underarter finns listade i Catalogue of Life.